# Archaeotinodes securiferus
Archaeotinodes securiferus là một loài Trichoptera hóa thạch trong họ Ecnomidae.